# Rozhled
Rozhled (dříve osada Tolštejn, něm. Tollenstein) je součást obce Jiřetín pod Jedlovou, leží pod hradem Tolštejnem, v nadmořské výšče 470 metrů, na severní straně Lužických hor, ve Šluknovském výběžku, na severu
České republiky. Rozhled leží ve stejnojmenném katastrálním území o výměře 3,98 km2; je zde evidováno 97 adres.

## Historie
Dle archeologických nálezů stávala na místě dnešní osady Rozhled sklářská huť, naproti rekreačnímu středisku Slovan. Nacházela se na nejnižším severním cípu louky na levém břehu Bílého potoka.
Později vznikla podél Bílého potoka osada a od panského sídla ji odlišovala druhá část jména Tollendorf.
První doklad o vsi je z roku 1471 . Tehdy se jmenova Dohllendorf. Podruhé v panských deskách v roce 1485 je uváděna jako Tolndorf, Měla vlastní samosprávu, sestávající z rychtáře a konšelů. Od roku je vedena rychtářská kniha, zachycující především změny nemovitostí a sirotčí záležitosti. První známým rychtářem byl Georg Pietschmann (1561–1583). Majitel panství mu prodal krčmu pod hradem, načež rychtář o čtyři roky později prodal svoji zahradnickou usedlost. Její příslušenství tvořila také výzbroj, meč a další zbraň, zvaná partyzána. Po jeho smrti koupil rychtu Matz Schmidt, který je jako její držitel doložen v letech 1583–1592. Po něm se jako rychtář připomíná Christoph Süsemilch. Byl jím do roku 1635.
V osadě je socha sv. Jana Nepomuckého. Byla postavena v roce 1728, před jeho svatořečením v roce 1729.
Na katastrálním území Rozhledu, u tzv. Cestářské cesty poblíž silnice I/9 se nachází pomník. Zřízen byl na lichtenštejnském panství k padesátému výročí panování knížete Jana II. Lichtenštejnského a obsahuje stručný zápis: „FJL 1858–1908“.
Po druhé světové válce byl německý název pro hrad i ves dlouho nahrazován pseudospisovným Tolštýn. Později dostala osada úřední, ale nevýstižné jméno Rozhled.

### Vývoj počtu obyvatel a počtu domů
| rok   | počet obyvatel | počet domů |
| 1716  | 261            |            |
| 1787  |                | 67         |
| 1831  | 472            | 67         |
| 1843  | 518            | 67         |
| 1850  | 479            | 76         |
| 1869  | 525            | 73         |
| 1880  | 475            | 74         |
| 1890  | 411            | 76         |
| 1900  | 398            | 78         |
| 1910  | 380            | 76         |
| 1921  | 336            | 75         |
| 1930  | 371            | 76         |
| 1950  | 47             | 74         |
| 1961* | 30             |            |
| 1970  | 7              | 3          |
| 1980  | 3              | 3          |
| 1991  | 7              | 2          |
| 1997  | 7              |            |

- Od roku 1961 obyvatelstvo hlášené k trvalému pobytu a počet trvale obydlených domů.

## Lyžování
Dnes v osadě Rozhled dolní stanice vleku na Jedlovou.